# Філ Колсон
Філліп Коулсон (англ. Phillip J. Coulson) — персонаж кіновсесвіту Marvel, що з'явився в кількох фільмів про супергероїв видавництва Marvel Comics. Колсон у виконанні актора Кларка Ґреґґа вперше з'явився у фільмі «Залізна людина» в травні 2008 року в якості агента вигаданої секретної організації Щ.И.Т. Після фільму Ґреґґ підписав контракт з Marvel Studios на зйомки в декількох фільмах в цій ролі, і в доповнення до «Залізної людини» з'явився у фільмі «Залізна людина 2» і «Тор», а також з'явився у фільмі Джоса Відона «Месники» і став одним з персонажів декількох цифрових коміксів і короткометражних фільмів у рамках кінвсесвіту Marvel. Ґреґґ озвучив свого персонажа в анімаційному серіалі «велика Людина-павук», який вийшов 1 квітня 2012 року. Незабаром персонаж Ґреґґа Філ Колсон отримав повноцінний серіал «Агенти Щ.И.Т». Пілот серіалу стартував 24 вересня 2013 року. В останньому епізоді першого сезону серіалу, Нік Ф'юрі призначає його новим директором Щ.И.Т.

## Появи

### Кіно

#### Залізна людина (2008)
Агент Філ Колсон вперше з'явився на прес-конференції Тоні Старка (Роберт Дауні-молодший), яку він зібрав після своєї втечі з полону бойовиків. Колсон видається агентом Шостої Інтервенційної Тактико-оперативної Логістичної Служби і спілкується з помічницею Старка, Вірджинією «Пеппер» Поттс (Гвінет Пелтроу), повідомляючи їй, що хоче поговорити з її босом щодо обставин його втечі з Афганістану. Він присутній в той момент, коли Старк повідомляє, що закриває виробництво зброї на заводах "Старк Індастріз".
Пізніше Колсон намагається поговорити зі Старком в концертному залі Уолта Діснея, однак їх перериває Крістін Еверхарт, яка показує Старку фотографії банди Десять кілець, яка організувала його викрадення. Колсон домовляється про зустріч з Пеппер Поттс і прибуває в її офіс в той момент, коли вона краде інформацію з комп'ютера Обадаї Стейна (Джефф Бріджес), вона розповідає їм про броню, сконструйованої Стейном. Він і кілька агентів супроводжують її до реактора Старка, де виявляють, що броня вже активована. Колсон і його агентам вдається врятуватися і відвезти Пеппер, однак Старк просить її допомогти підірвати дах, щоб убити Стейна. Пізніше, коли Пеппер вимовляє назву його агентства, Колсон перериває її, кажучи, що в дійсності воно називається просто Щ.И.Т., а у фіналі Колсон присутній на прес-конференції, де Тоні Старк розповідає журналістам, що він — Залізна людина.
Після того, як Джеймс «Роуді» Роудс (Дон Чідл) забирає один з бронекостюмів Тоні Старка, директор Щ.И.Т. Нік Ф'юрі (Семюел Л. Джексон) садить Тоні під «домашній арешт», щоб він протверезів і зайнявся пошуками нешкідливої заміни паладію для міні-реактора в грудях. Колсон став одним з агентів, разом з Наташею Романофф (Скарлетт Йоханссон), призначеним Ф'юрі стежити на Старком:
Колсон і агенти залишають Старку контейнер із записами і напрацюваннями його батька Говарда Старка (Джон Слеттері), а коли Старк будує призмовий прискорювач, щоб синтезувати новий хімічний елемент з атомним номером 118, допомагає йому, знайшовши в речах Старка-старшого щит Капітана Америки і закріплюючи їм стійкість конструкції прискорювача. Колсон повідомляє Старку, що його переводять в Нью-Мексико і прощається з ним, сказавши наостанок, що «Залізна людина їм потрібен».
У сцені після титрів Колсон приїжджає в Нью-Мексико і, стоячи біля величезної воронки в пустелі, повідомляє по телефону: «Сер, ми його знайшли». Заключний кадр показує молот Тора, що лежить в центрі воронки.

#### Тор (2011)
У фільмі «Тор», Колсон є одним з керівників робіт по вивченню впавшого Мйольніра — молота Тора і, мабуть, одним з лідерів Щ.И.Т. Разом з іншими агентами, він конфіскує у Джейн Фостер (Наталі Портман) її записи, які могли б навести на справжню природу появи молота. При цьому кажучи, що «вони зі своїх». Він віддає команду Клінту Бартону (Джеремі Реннер) цілитися в Тора, коли той намагається прорватися на об'єкт і забрати молот. Пізніше допитує Тора, розпитуючи про те, хто він і де отримав таку підготовку, що дозволила йому без труднощів пройти охорону об'єкта. Коли доктор Ерік Селвіг (Стеллан Скарсгорд) намагається визволити Тора, видавши його за підробленими документами за Дональда Блейка, Колсон дізнається, що документи підроблені, але все одно відпускає Тора і відправляє слідом за ним двох агентів. Коли Тору вдається повернути свої здібності і молот, Колсон погоджується повернути Джейн її дослідження, а Тор вимовляє фразу: «Запам'ятай, сину Коула, ми з тобою заради однієї мети, ти можеш вважати мене своїм союзником.», що є фактичною згодою на вербування в Месники в наступному фільмі кросовера.

#### Месники (2012)
Кларк Ґреґґ підтвердив, що Філ Колсон з'явиться у фільмі «Месники» у 2012 році. В інтерв'ю в серпні 2011 року Ґреґґ розповів кілька деталей, зокрема, що Колсон може змінити традиційний строгий костюм на форму, і «візьме участь в бойових сценах». Режисер фільму Джосс Уідон, який любить «вбивати» персонажів у своїх фільмах, відзначав, що в «Месниках» Колсон залишиться в живих. Однак, у фільмі Колсона вбиває Локі, коли той намагається його зупинити. Нік Ф'юрі використовує смерть Колсона, щоб мотивувати супергероїв працювати разом.

#### Капітан Марвел (2019)
Кларк Ґреґґ повернеться до ролі Філа Колсона в фільмі «Капітан Марвел» 2019 року, дії якого будуть відбуватися в 1995 році, тобто до подій попередніх фільмів з участю персонажа.

### Короткометражні фільми
Філ Колсон став головним персонажем декількох короткометражних фільмів під назвою Marvel One-Shots, які сюжетно пов'язані з кінематографічним всесвітом Marvel. Студія запропонувала Ґреґґу взяти участь у коротких роликах на тему «звичайне життя агента Щ.И.Т.». Ґреґґ прокоментував ідею студії: «Деякі з них могли б стати з'єднувальними ниточками між фільмами, а інші просто показали б будні спецагентів. В одному з них є сюжет, де агенти обговорюють деякі пропозиції з Світовою Радою Безпеки і з одним з супергероїв.» Перший короткометражний фільм Marvel One-Shot: The Consultant (рос. Marvel уан-шот: Консультант) увійде в Blu-ray і Blu-ray 3D комплекти фільму «Тор», які доступні з 13 вересня 2011 року і буде сюжетно пов'язаний з фільмом «Залізна людина 2», «Тор» і «Неймовірний Галк», але не торкнеться майбутніх «Месників». Другий міні-фільм, Marvel One-Shot: A Funny Thing Happened on the Way to Thor's Hammer... (рос. Marvel уан-шот: Забавная вещь, случившаяся на пути к молоту Тора...), розповість, як Колсон залишав лабораторію Тоні Старка в кінці фільму «Залізна людина 2» і відправлявся в Нью-Мексико на місце падіння молота, і вийде разом з DVD-релізом фільму «Перший месник» в кінці жовтня 2011 року.

#### The Consultant
Події сюжетно пов'язані з фільмом «Неймовірний Галк». Колсон застає в ресторані за сніданком агента Джаспера Ситуелла (Максимилино Ернандес), і повідомляє йому, що генерал Росс (Вільям Херт) планує домогтися звільнення з в'язниці Еміля Блонські (Тім Рот), оскільки він є героєм війни. Колсон посилає двох агентів поговорити з Россом і переконати його передати Блонські під охорону Щ.И.Т. Агенти вирішують підіслати підставну людину, щоб той саботував засідання по справі Блонські. За наполяганням Ситуелла Колсон вирішує послати «консультанта» — Тоні Старка (Роберт Дауні-молодший). Як було показано в сцені після титрів «Неймовірного Галка», Старк знаходить Росса в барі. Розмова зі Старком дратує останнього і він намагається вигнати його з бару, однак Старк купує бар і каже, що має намір його знести. На наступний день Ситуелл в тому ж ресторані снідає з Колсоном, і той повідомляє йому, що їх план вдався — Старк натиснув на Росса і Блонські залишиться у в'язниці.

#### A Funny Thing Happened on the Way to Thor's Hammer
Колсон відправляється в Альбукерке на місце падіння молота Тора. По дорозі він заїжджає на автозаправну станцію, щоб заправити автомобіль. Коли він прямує до каси і зупиняється, вибираючи пончики, в магазин входять двоє грабіжників і вимагають у касирки денну виручку, не помічаючи Колсона. Коли вони питають дівчину, чий автомобіль стоїть зовні, Колсон спокійно виходить і віддає їм ключі. Роблячи вид, що має намір віддати їм свій пістолет, він відволікає грабіжників і без особливої праці укладає обох обличчям вниз, незважаючи на здивоване обличчя дівчини невимушено платить за покупки і залишає заправку.

### Телебачення

#### Залізна людина: Пригоди в броні (2008)
Колсон має епізодичну роль в мультсеріалі «Залізна людина: Пригоди в броні» в якості агента Щ.И.Т.

#### Велика Людина-павук (2012-2017)
На San Diego Comic-Con International в липні 2011 року Кларк Ґреґґ повідомив, що озвучив Колсона в підготовлюваний до виходу анімаційному серіалі «велика Людина-павук», де Колсон буде агентом Щ.И.Т. і одночасно директором школи Пітера Паркера.

#### Месники: Дискові війни (2014-2015)
Колсон з'являється в якості камео в аніме «Месники: Дискові війни».

#### Агенти «Щ.И.Т.» (2013—н. н. )
У 2013 році Кларк повернувся до ролі Колсона в телесеріалі «Агенти „Щ.И.Т.“». У першій половині першого сезону не розкривається причина пожвавлення Колсона, але він сам дає натяки, що «Таїті — чарівне місце». Але потім виявляється, що він був жвавий з секретної технології через наказу Ніка Ф'юрі, а «Таїті — чарівне місце» є наслідком гіпнотичного навіювання, покликаного замінити травмуючі спогади про пожвавлення. Але і це частина правди. Проект «Т.А.Ї.Т.І» є секретною розробкою Щ.И.Т., по якому учені вивели з ДНК мертвого прибульця раси Кріі сироватку для регенерації, але її вплив згубно позначалося на психіці піддослідних і змушували їх креслити дивні символи (креслення міста Кріі на Землі), і для цього була введена програма корекції пам'яті. Пізніше Колсон створив на його базі Протокол «Т.А.Ї.Т.І», що передбачає «форматування і перезапис» пам'яті людей, як-небудь пов'язаних з Щ.И.Т. і дозволяє їм почати життя з «чистого аркуша».

##### 1 сезон
Колсон створює оперативну групу: Філ, Мелінда Мей, Грант Ворд, Лео Фітц і Джемма Сіммонс, а також Скай. Команда рятує Акиллу Амадор, колишнього агента Щ.И.Т. а, силою завербований «Гідрою»; намагаються врятувати доктора Франкліна Хол від Ієна Квінна, союзника «Гідри», мільярдера; допомагають Ханне Хатчінс позбутися від «примари» Тобіаса Форда; ліквідують «обдарованого» лиходія Чан Хо Ієна; вилучають інопланетні артефакти: асгардский скіпетр Берсерків, перуанський 084, шолом Читаури. Після Колсона викрадають за допомогою Майка Пітерсона, якого шантажує «Стонога», і Колсон дізнається, як його воскресили, після чого його рятує команда. Колсон і Мей знаходять колишнього агента Ламлі з метою з'ясувати, що сталося з батьками Скай. Той відає їм, що за Скай «завжди слідує смерть». Також, Колсон, Гаррет, Ворд і Фітц добувають GH325 для Скай,в яку вистрелив Квінн. Пізніше команда має справу з Сіф, соратницею Тора. З'ясовується, що загадковий «Ясновидець» — це Джон Гаррет. «Гідра» виходить з тіні. Ворд зраджує команду і вбиває Вікторію Хент. Колсон, Мей, Скай, Фітц, Сіммонс і Тріп прибувають на секретну базу Щ.И.Т.а, Колсон і Тріп вбивають Маркуса Деніелса, який міг контролювати енергію. Мей доповідала про стан Філа Ф'юрі, але той прощає її. Ворд викрадає Скай. Колсон рятує її, після чого разом з Ф'юрі вбиває Гаррета. Ф'юрі призначає Колсона новим директором Щ.И.Т.а.

##### 2 сезон
Колсон вербує нових агентів (Мак Маккензі, Ленс Хантер, Айдахо, Боббі Морс), протистоїть «Гідрі» та їх агенту Карлу Крілу. Пізніше він нейтралізує його пристроєм Фітца, допомагаючи Хантеру, який втратив своїх друзів (Хартлі і Айдахо) під час погоні за Крілом. Погоджується співпрацювати з Гленном Телботом. Колсон починає малювати символи, і намагаючись зрозуміти, що вони означають, знаходить піддослідного Т. А. І. Т. І. Себастьяна Деріка. Він розуміє, що символи — це карта міста. Колсон зустрічає Кела, батька Скай, і ледве не гине, врятований нею. Спускаючись за нею в підземне місто, Колсон починає бій з Маком, який швидко закінчується, Дейзі (Скай) пройшла через Терригинезис, а Тріп гине. Щ.И.Т., намагаючись помститися за Тріпа, вбиває лідерів «Гідри», а пізніше стикається з представником раси Кріі, ВІн-Такому, і Сіф. Обидва намагаються забрати Дейзі, але Боббі перемагає його, а Сіф залишає її на Землі. У команді виявляються шпигуни (Мак і Боббі), базу штурмує «Справжній Щ.И.Т.», Колсон і Хантер збігають і об'єднуються з Детлоком, а також з Вордом і Агентом 33. Колсон укладає союз з організацією Гонсалеса і знищує останню базу «Гідри». Починається війна з Нелюдьми, Кел переходить на бік Колсона, але той позбавляється руки, схопивши Кристал Терригена. Щ.И.Т. перемагає, Дейзі і Колсон вирішують зібрати команду нелюдей.

##### 3 сезон
Команда стикається з новим лідером «Гідри» Вордом, нелюдом Лешом, організацією О. Б.Н. У. Дейзі вербує Джої Гутьєррес, а потім все рятують Сіммонс з Мавета. Колсон укладає союз з О. Б. Н. У., сподіваючись навчити їх діяти правильно. Колсон, Мей та інші ловлять Леша. Їм виявляється колишній чоловік Мей, Ендрю. У той же час у Колсона зав'язується роман з Розалінд Прайс, лідером О. Б. Н. У., розкривається таємниця походження «Гідри». Ворд вбиває Розалінд на очах у Колсона. Той хоче помсти і бере з собою Хантера і Боббі. Зістрибує з квінджета в портал на іншу планету. Там він жорстоко вбиває Ворда, помстившись за всіх, кого убив зрадник. Він разом з Фітцем залишає Мавет. Колсон і Телбот приходять на Симпозіум з Інопланетної Загрози, де Телбот зраджує директора «Щ.И.Т.а», адже Гідеон Малік, остання голова «Гідри», викрав його сина. Кріл, якого взяли на завдання, рятує сина Телбота, а Колсон відправляє Хантера і Боббі за Маліком, але парі доводиться звільнитися, так як їх розкрили. Команда дізнається, що в тілі Ворда тепер знаходиться творець Гідри. Таємні воїни ловлять Маліка і рятують команду. Той розповідає інформацію про Вулика і Гідру, завдяки чому, Гідра виявляється знищена за допомогою Телбота. Але Дейзі знаходиться під контролем Вулика. Леш рятує її від контролю. Щ.И.Т. ловить Вулик, але це виявляється пасткою. Деякі агенти Щ.И.Т.а трансформуються в Примітивів-нелюдів. Колсон вирішує пожертвувати собою для знищення Вулика і зараженої боєголовки, але це робить Лінкольн. Колсон лише міг спостерігати за цим. Пізніше, Колсона пішов з посади директора. Він і Мак шукають Дейзі,що залишила Щ.И.Т.

##### 4 сезон
На початку сезону ми дізнаємося, що Колсон склав повноваження директора організації, Дейзі ганяється за противниками нелюдами і отримала від преси а потім і в народі прізвисько Тремтіння. Так само в серіалі з'являється новий персонаж, примарний гонщик.

### Комікси
У квітні 2010 року Колсон з'явився в двох цифрових коміксах Marvel — як головний персонаж в Iron Man 2-Phil Coulson: Agent of S. H. I. E. L. D. #1 і другорядне в The Amazing Spider-Man Digital #13.
В обмеженій серії коміксів «Бойові шрами» («Battle Scars») Філ «Чиззи» Колсон вперше з'явився в основний всесвіту коміксів Marvel разом з Ніком Ф'юрі-молодшим, чорношкірим сином оригінального Ніка Ф'юрі, і став агентом Щ.И.Т.

### Ігри
Іграбельний персонажа в:
- «Marvel Super Hero Squad Online[en]», озвученні Том Кенні.
- «Lego Marvel Super Heroes», місії «Редакційна прибирання» на пару з Доктором Восьминогом .
- «Marvel: Future Fight».
- «Lego Marvel's Avengers». Входить в DLC під назвою "Агенти «Щ.И.Т.» за мотивами однойменного серіалу.

Неіграбельний персонаж в:
- «Marvel Heroes».
- «Marvel: Avengers Alliance[en]».
- «Marvel: Avengers Alliance Tactics» і «Marvel: Avengers Alliance 2».
- «Marvel Avengers Academy[en]».

## Характеристика
В рамках кінематографічного всесвіту Marvel Колсон зазвичай представлений як другорядний персонаж, службовець «сполучним мостом» між Щ.И.Т. та іншими героями. Однак у фільмі «Тор» його персонаж представлений найбільш докладно і можна судити, що його посада більш значна, ніж може здатися — Клінт Бартон підпорядковується йому і всі роботи на об'єкті ведуться під його керівництвом.
У серії міні-фільмів Marvel One-Shots йому представився шанс вийти на перший план; продюсер Бред Виндербау прокоментував вибір Колсона:
 
Думку самого Кларка Ґреґґа: «Після всіх цих років я думаю про агента Колсона як про хлопця з повним життям». Незважаючи на те, що Колсон більшу частину часу виконує будь-які доручення Щ.И.Т., про його особисте життя нічого не відомо, крім натяку на відносини з якоюсь актрисою з Портленда, він дотепний, задерикуватий і трохи саркастичний. З фільму «Месники» стає зрозуміло, що Колсон є шанувальником Капітана Америки і довгий час збирав вінтажні картки з його зображенням, очікуючи, що той їх підпише.